# 顯發邨

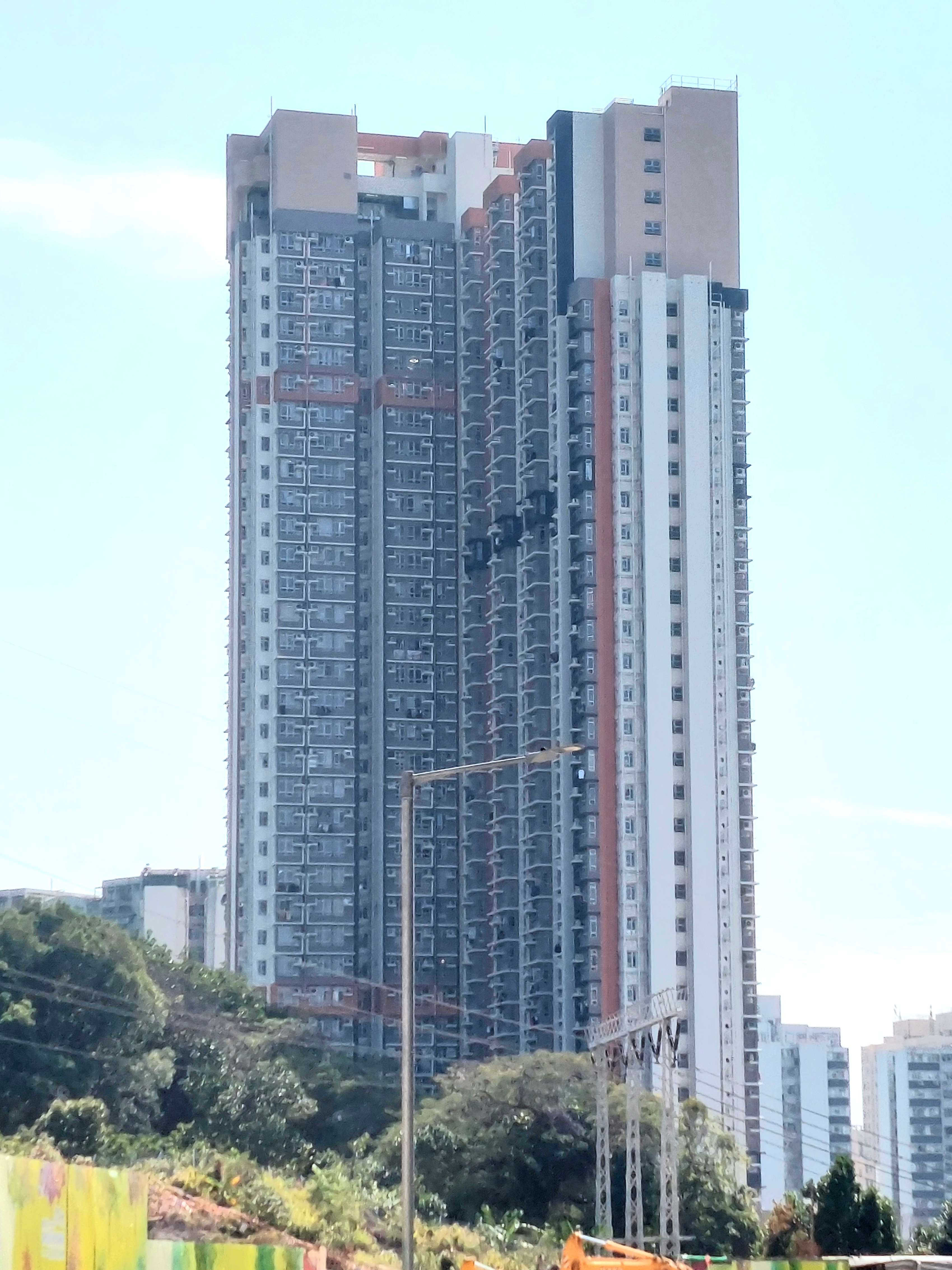
顯發邨東面呈L型

顯發邨（英語：Hin Fat Estate）是香港房屋委員會的單幢式出租公屋，位於屯門顯發里6號，原址為香港基督教服務處培愛學校舊址。屋邨名稱源自附近的顯發里而命名。
屋邨由房屋署總建築師設計，並由興勝建築承建。

## 歷史

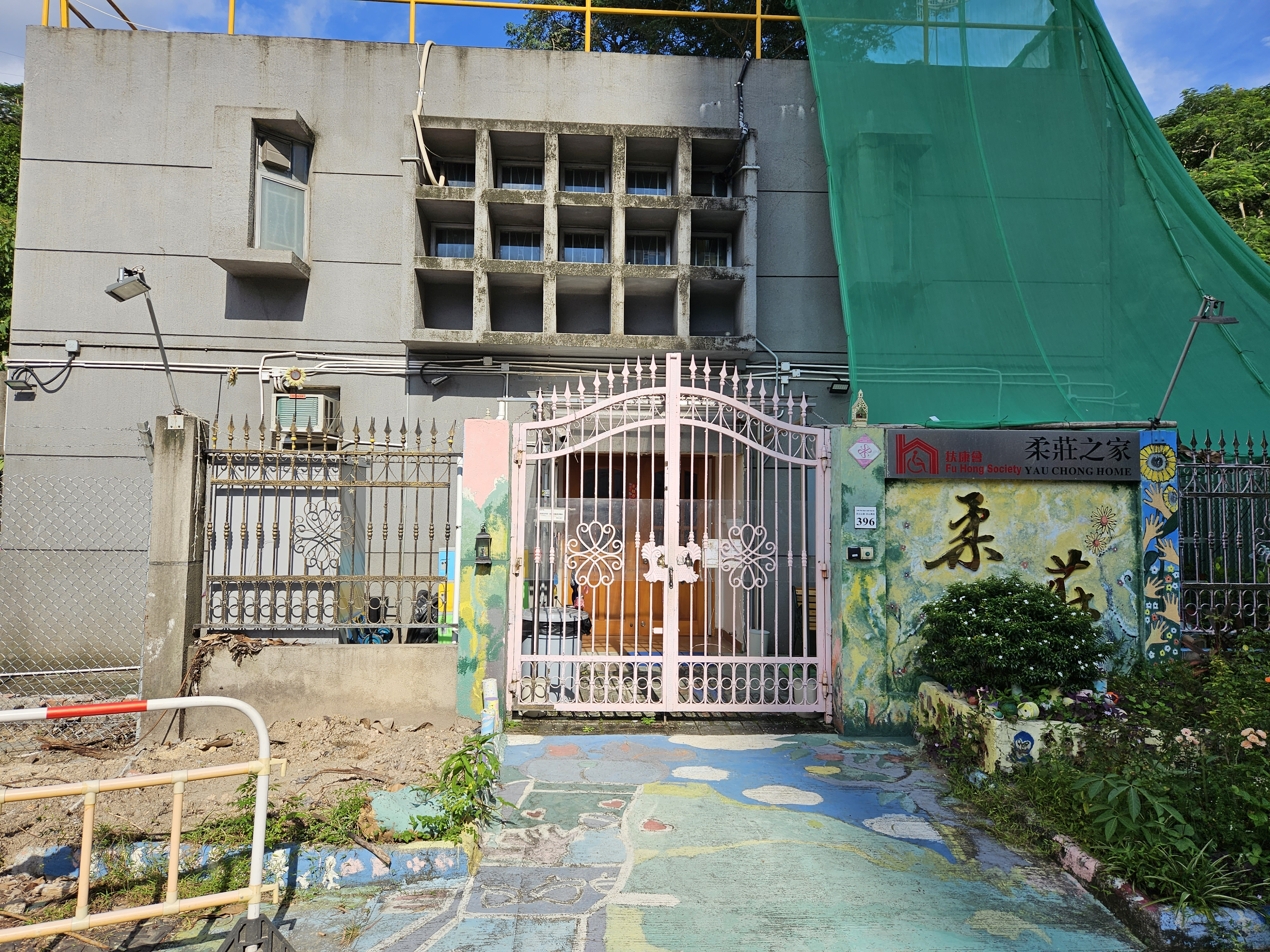
柔莊之家

為增加房屋供應，政府於2017年建議改劃屯門區10幅用地，以興建公、私營房屋，當中包括顯發邨所在的培愛學校舊址，以及毗鄰由扶康會營運的智障人士宿舍「柔莊之家」。
及後，由於社福界人士反對遷置宿舍至九龍中新蒲崗景泰苑，此屋邨發展規模最後略為縮減，僅動用培愛學校舊址，隨後於2020年3月動工。

## 屋邨資料

### 樓宇
屋邨命名已於2023年3月尾公佈，詳情如下：
| 樓宇名稱 | 樓宇類型              | 落成年份 | 樓宇層數（住宅層數） | 每層伙數                   | 單位總數（伙） | 建築師              | 承建商   | 提供升降機的廠商 |
| -------- | --------------------- | -------- | -------------------- | -------------------------- | -------------- | ------------------- | -------- | ---------------- |
| 顯發樓   | 非標準設計大廈（T型） | 2024年   | 40（37）             | 27（3-29樓） 13（30-40樓） | 872            | 房屋署總建築師（5） | 興勝建築 | 通力             |

### 配套設施

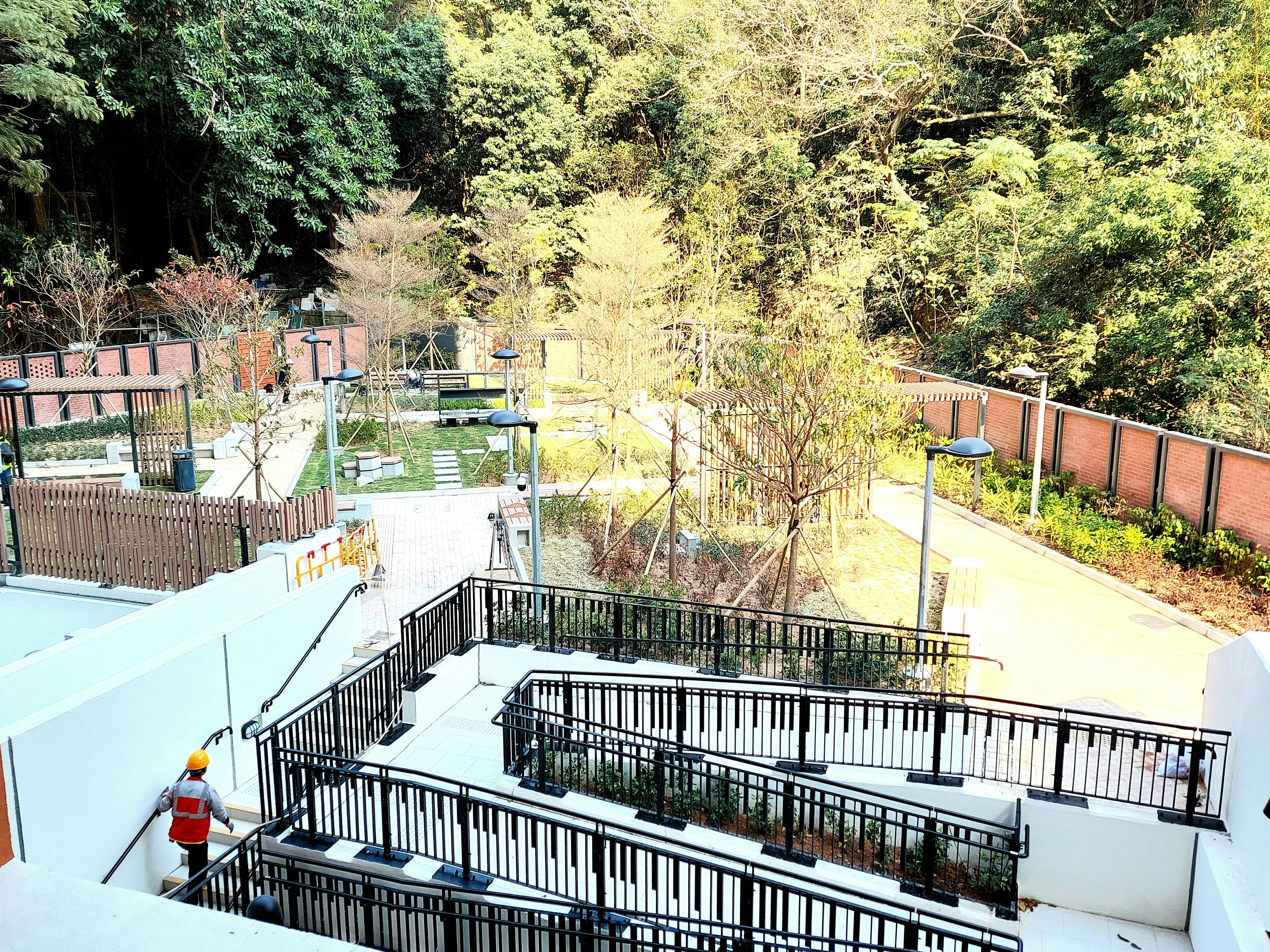
園景

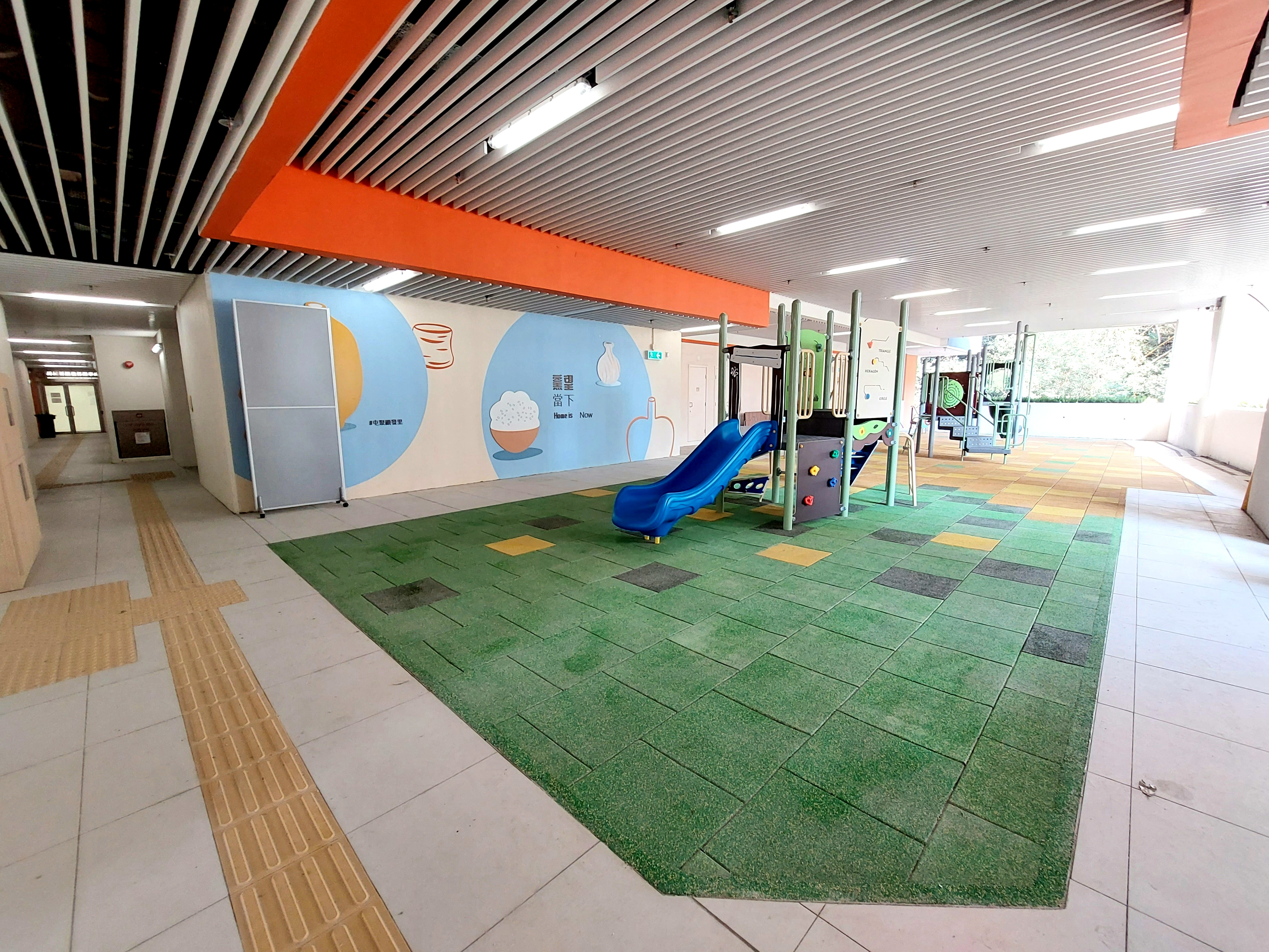
物業管理處及兒童遊樂場

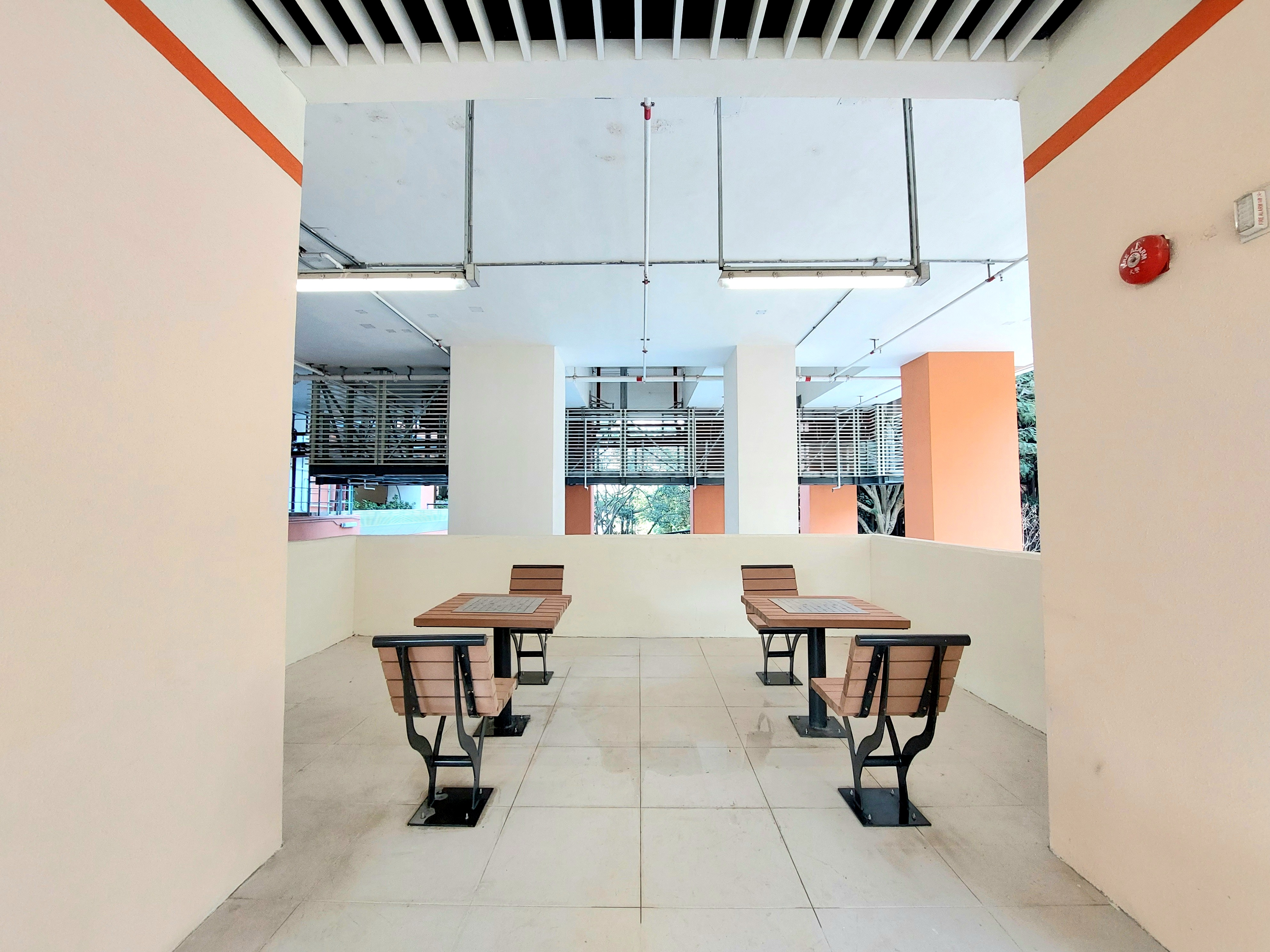
棋檯

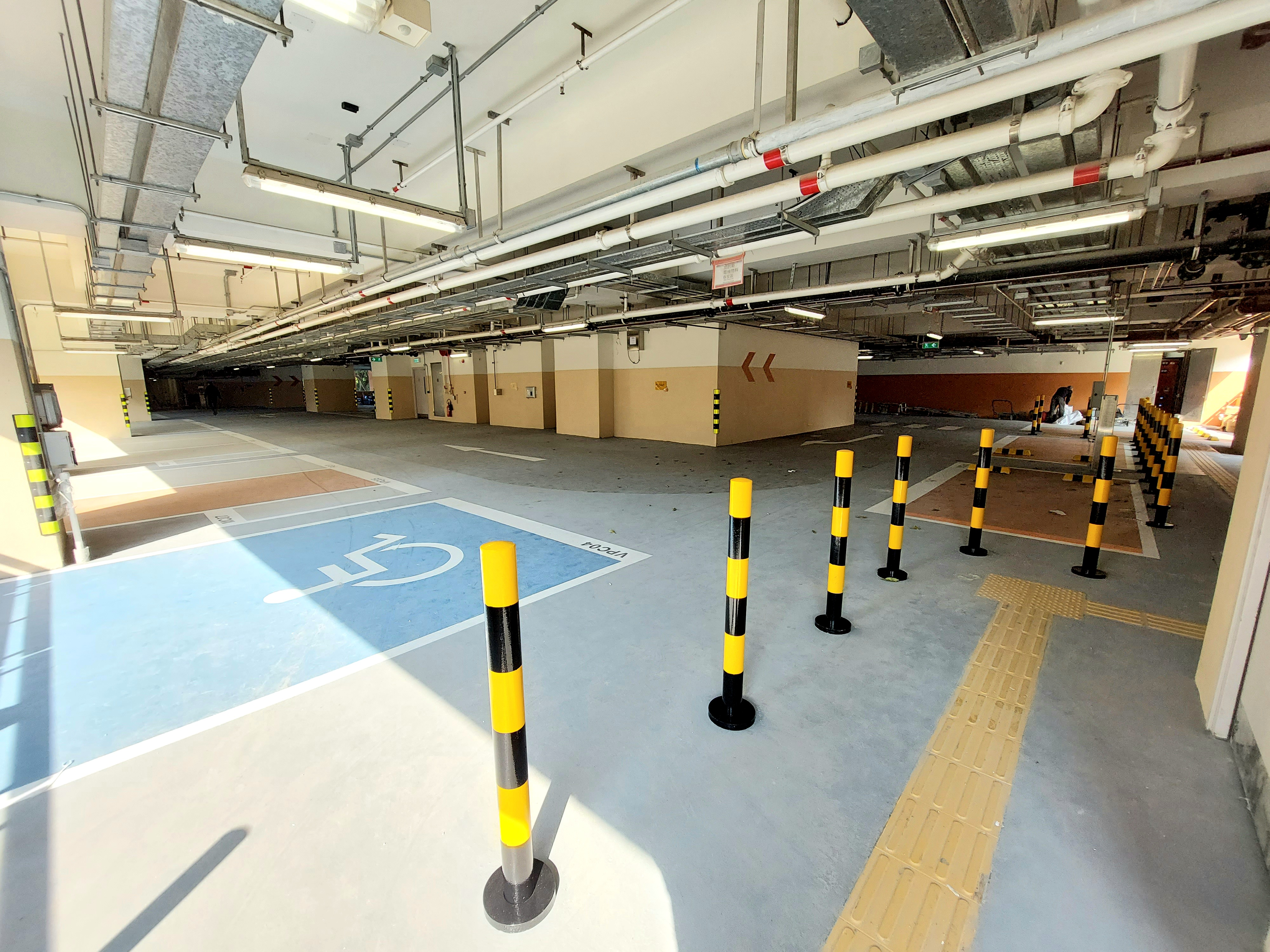
停車場

此屋邨基座設有停車場、管業處，以及到校學前康復服務辦事處，而休憩設施則設於平台。

### 設計
因應房屋局和房委會在2024年訂立「幸福設計指引」，房署將陶窰文化融入屋邨外牆、戶外廣場牆身和大堂的設計。本邨亦為全港首個試行非接觸式智能門出入系統的房委會公共屋邨，住客進入大廈可以利用指定手機應用程式掃描二維碼，或用智能卡拍卡，取代傳統按密碼的形式。

## 所在選區
顯發邨位於屯門區議會屬下的屯門東選區，現任區議員為葉文斌與馮沛賢。而在立法會地區直選當中，則屬於新界西北（LC8）選區。

## 興建期間的圖片庫

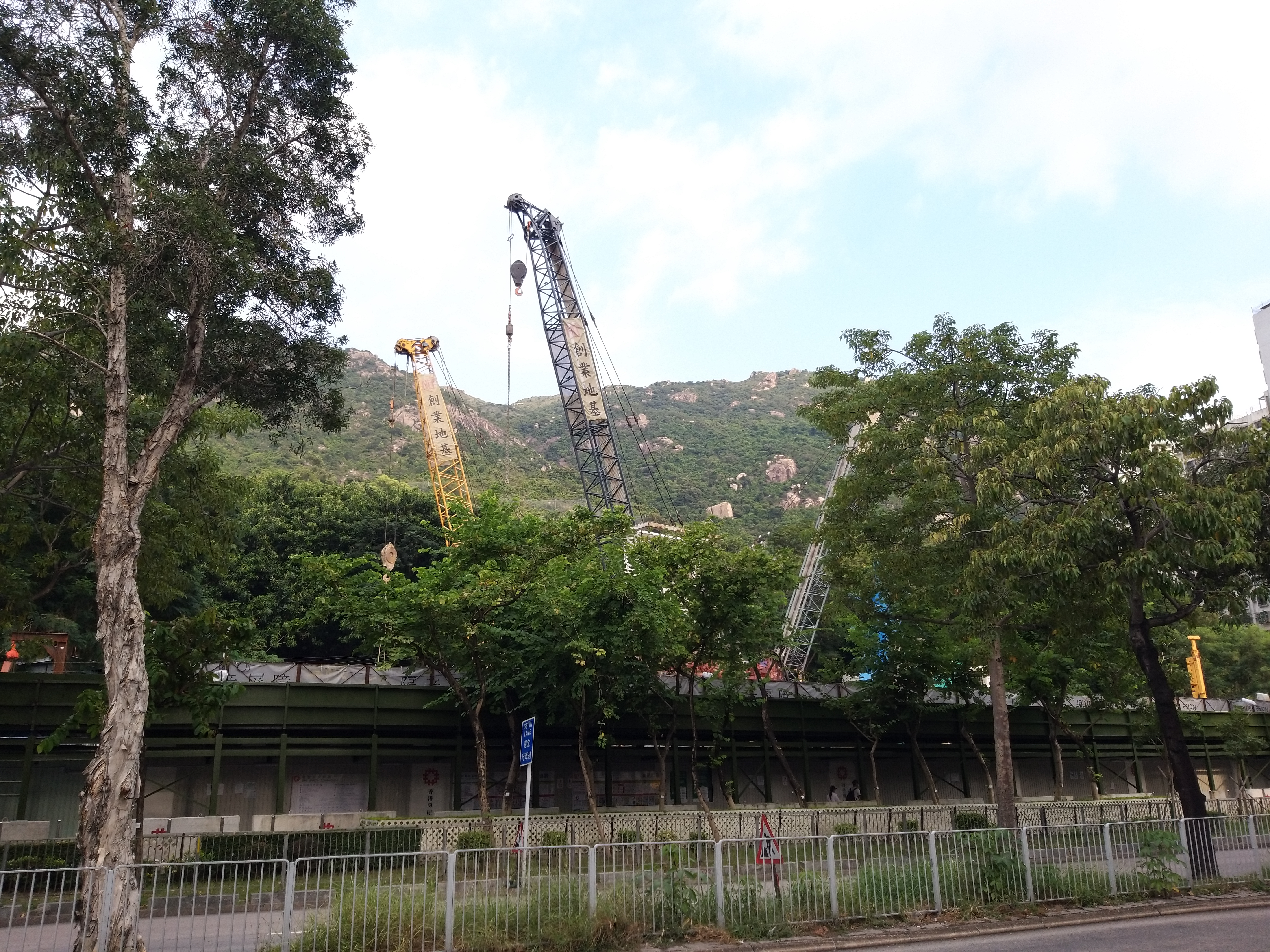
動工不久，2020年10月
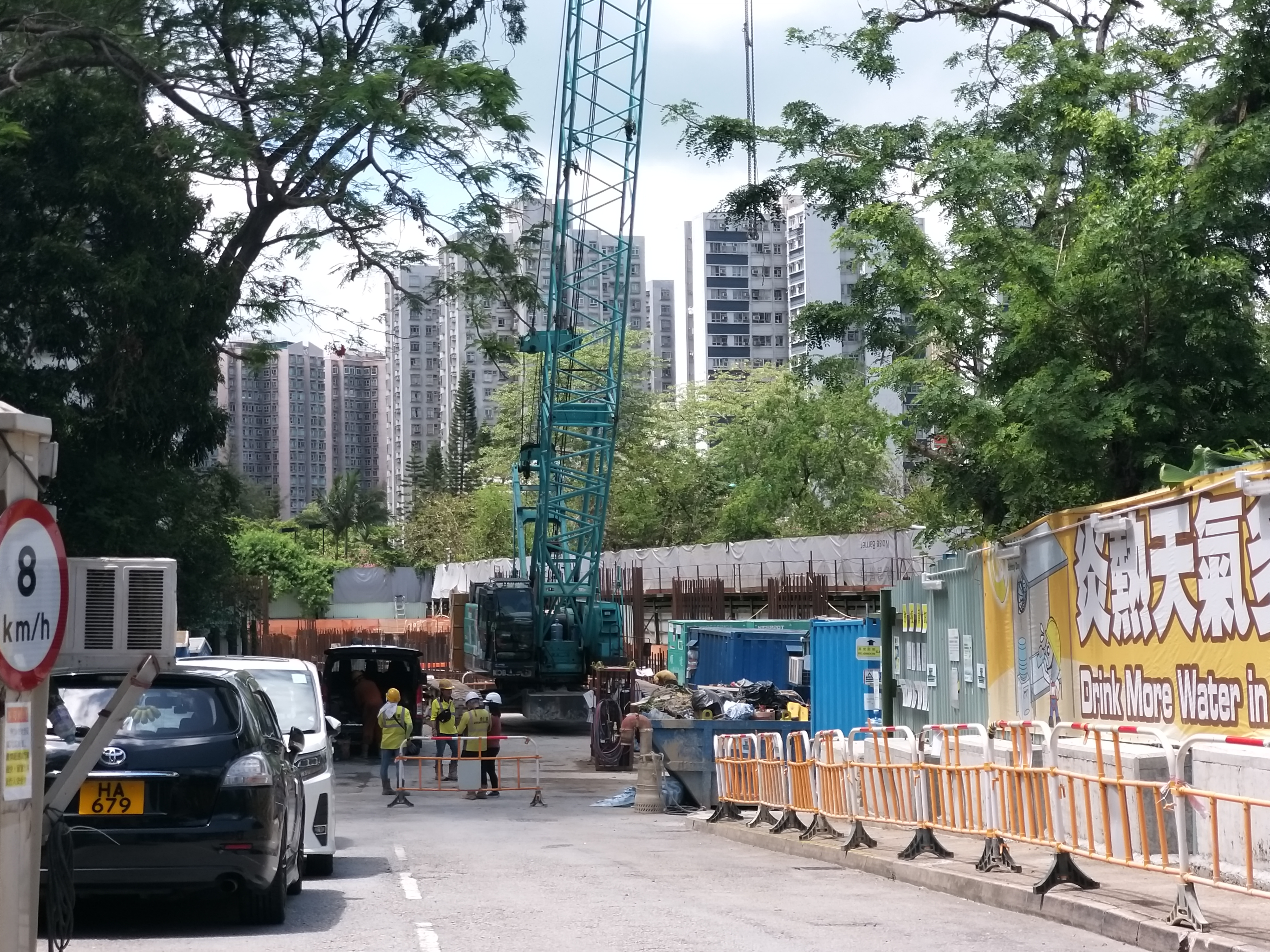
地基工程即將完成，2021年5月
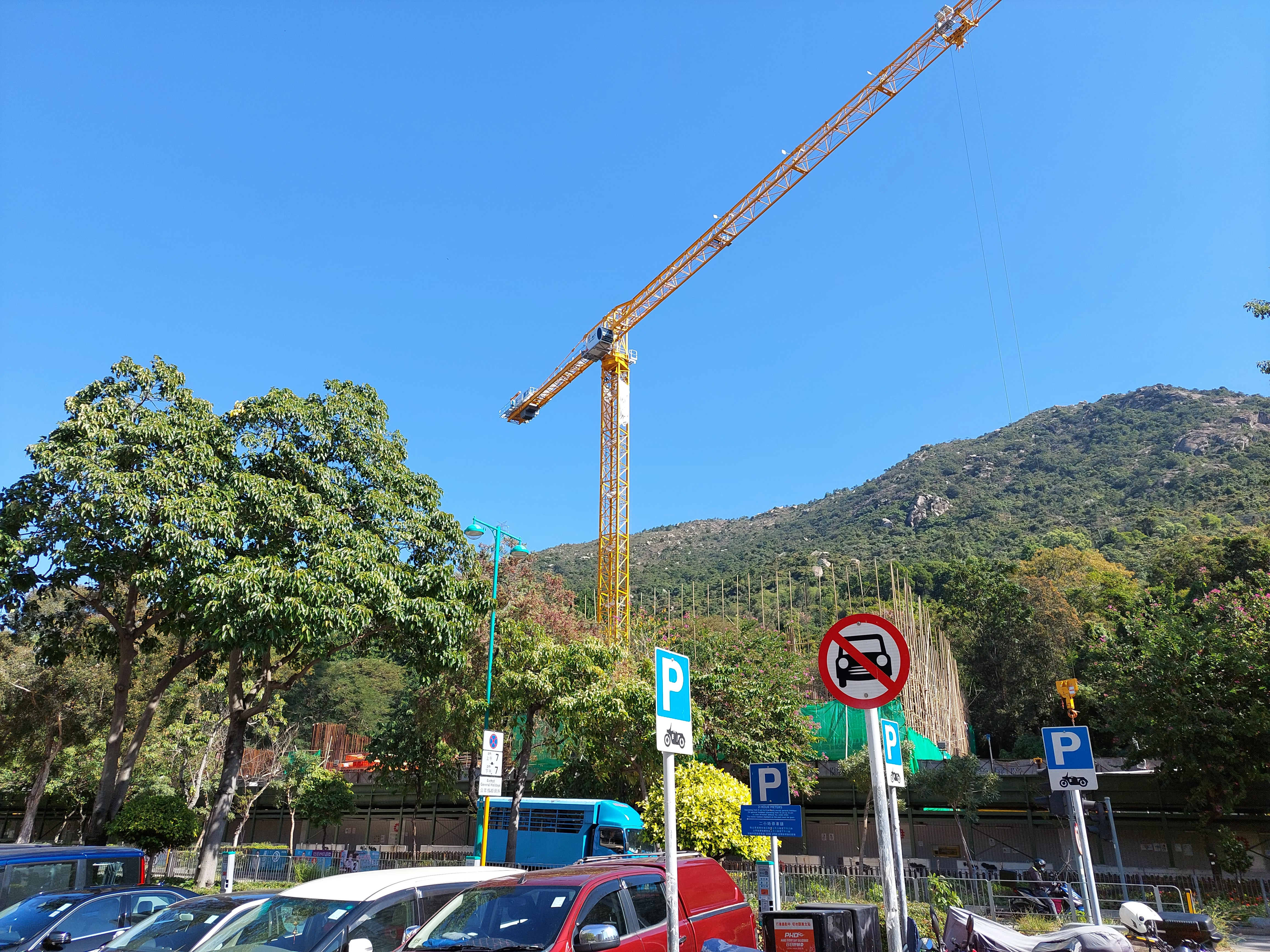
正興建首層，2021年12月
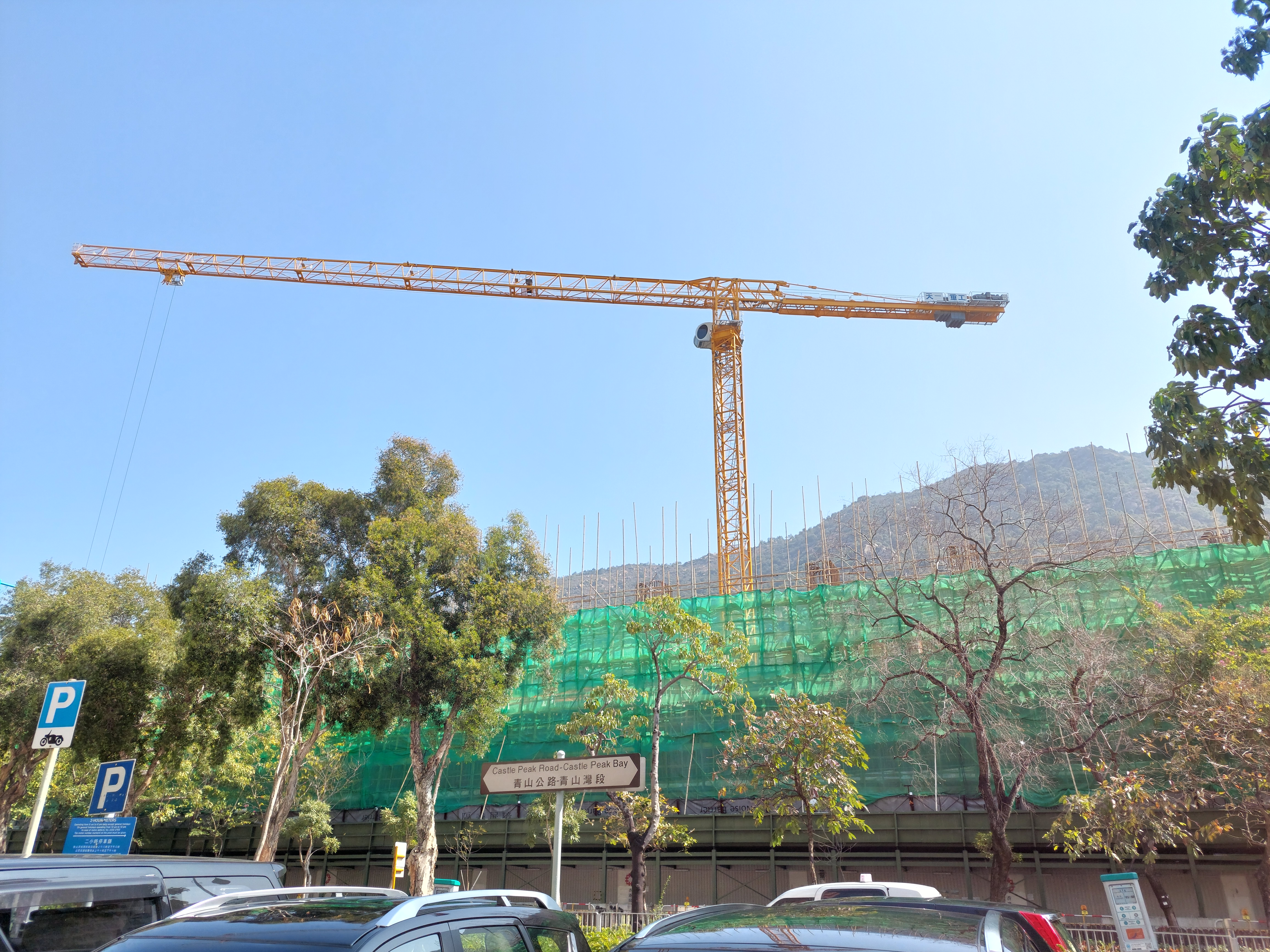
2022年2月
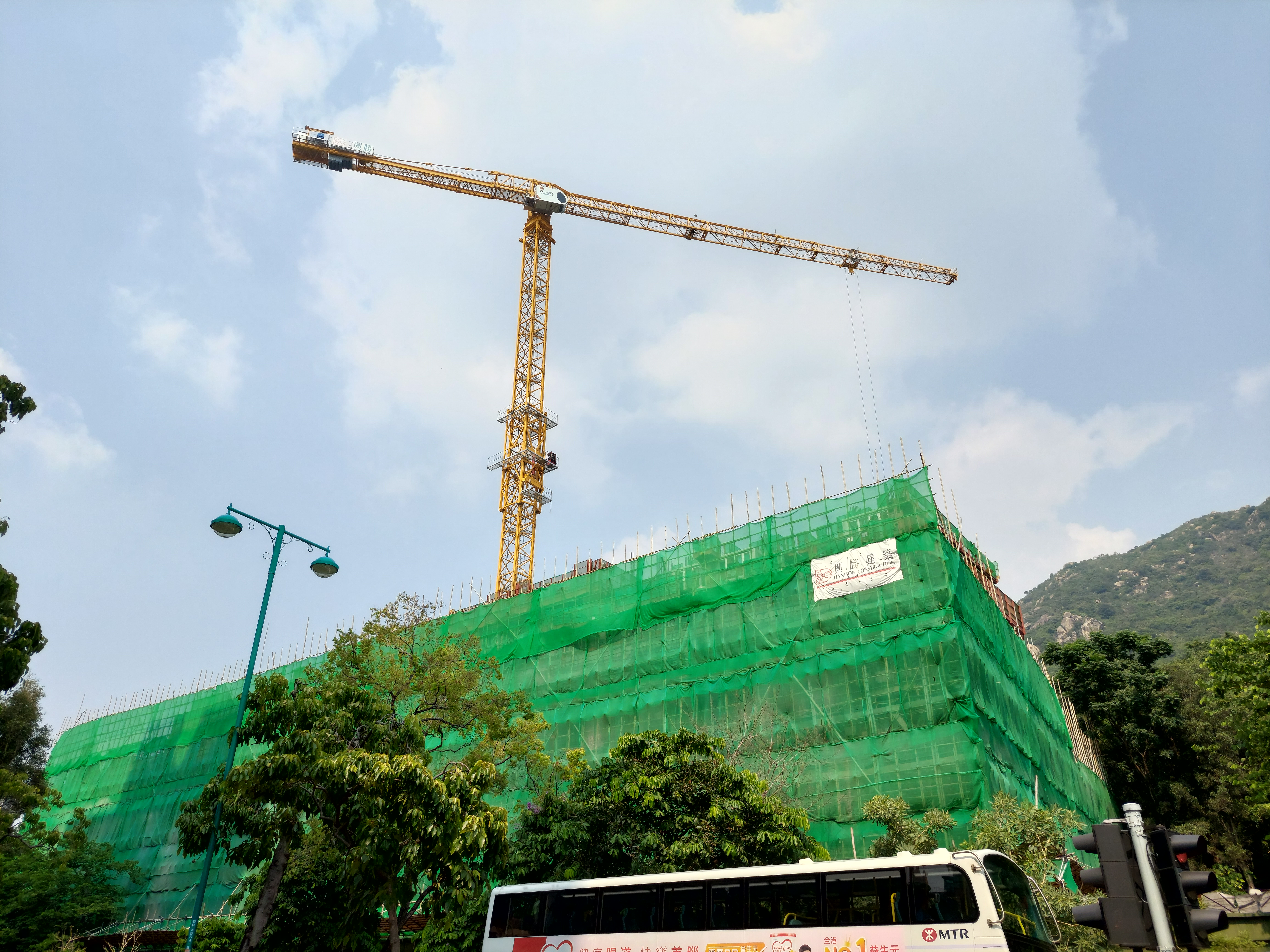
2022年9月
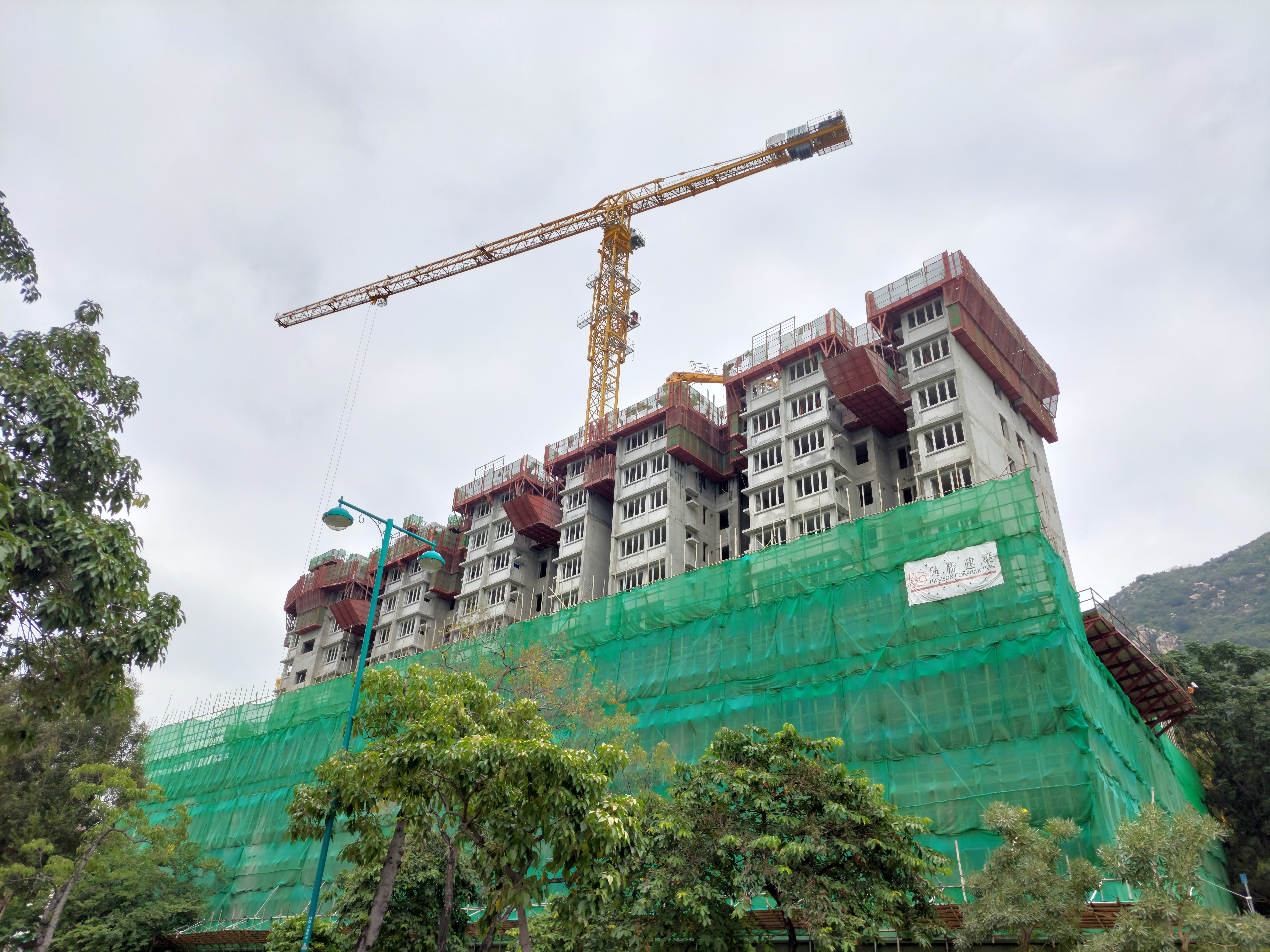
2022年11月
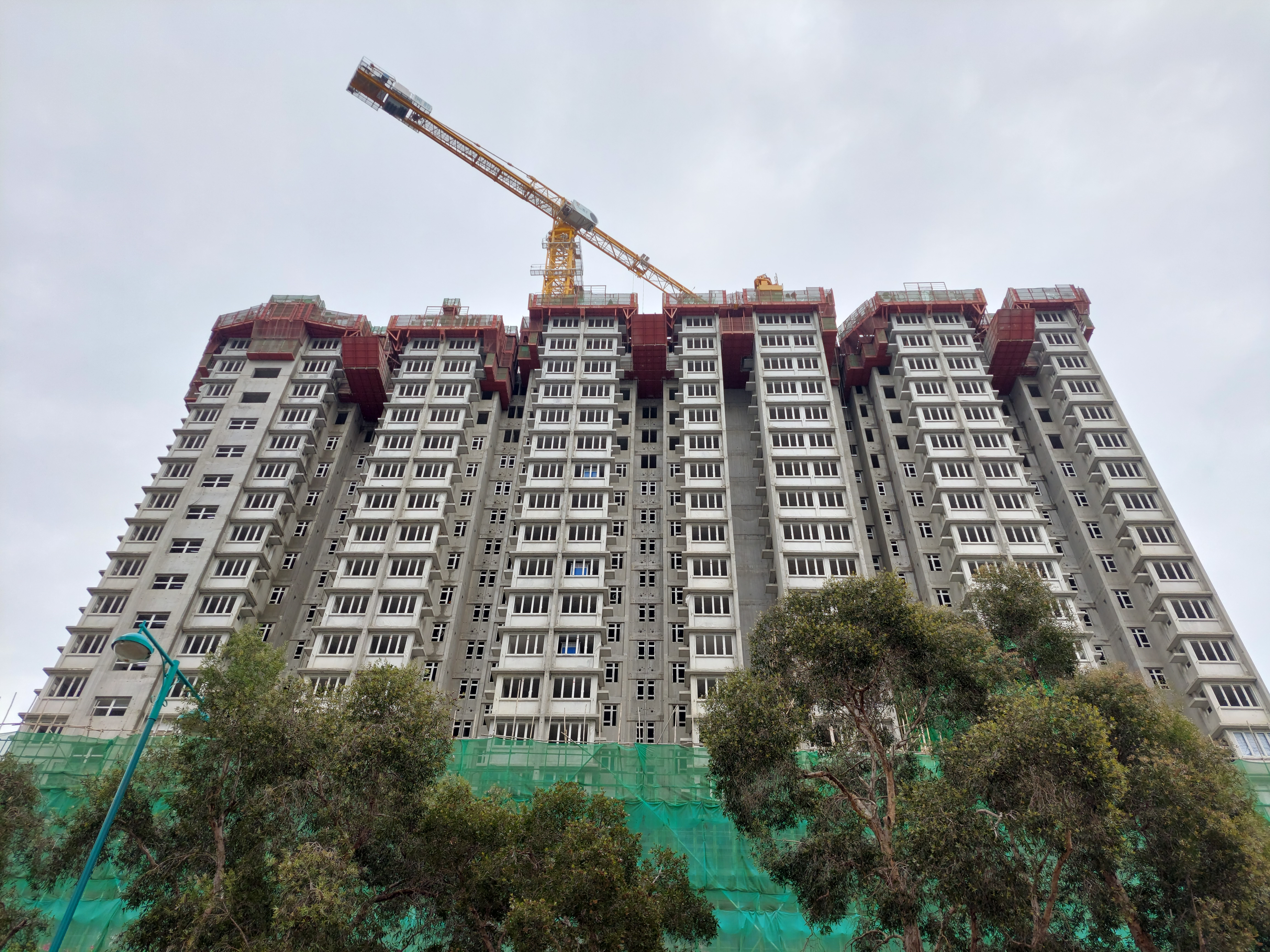
2023年2月
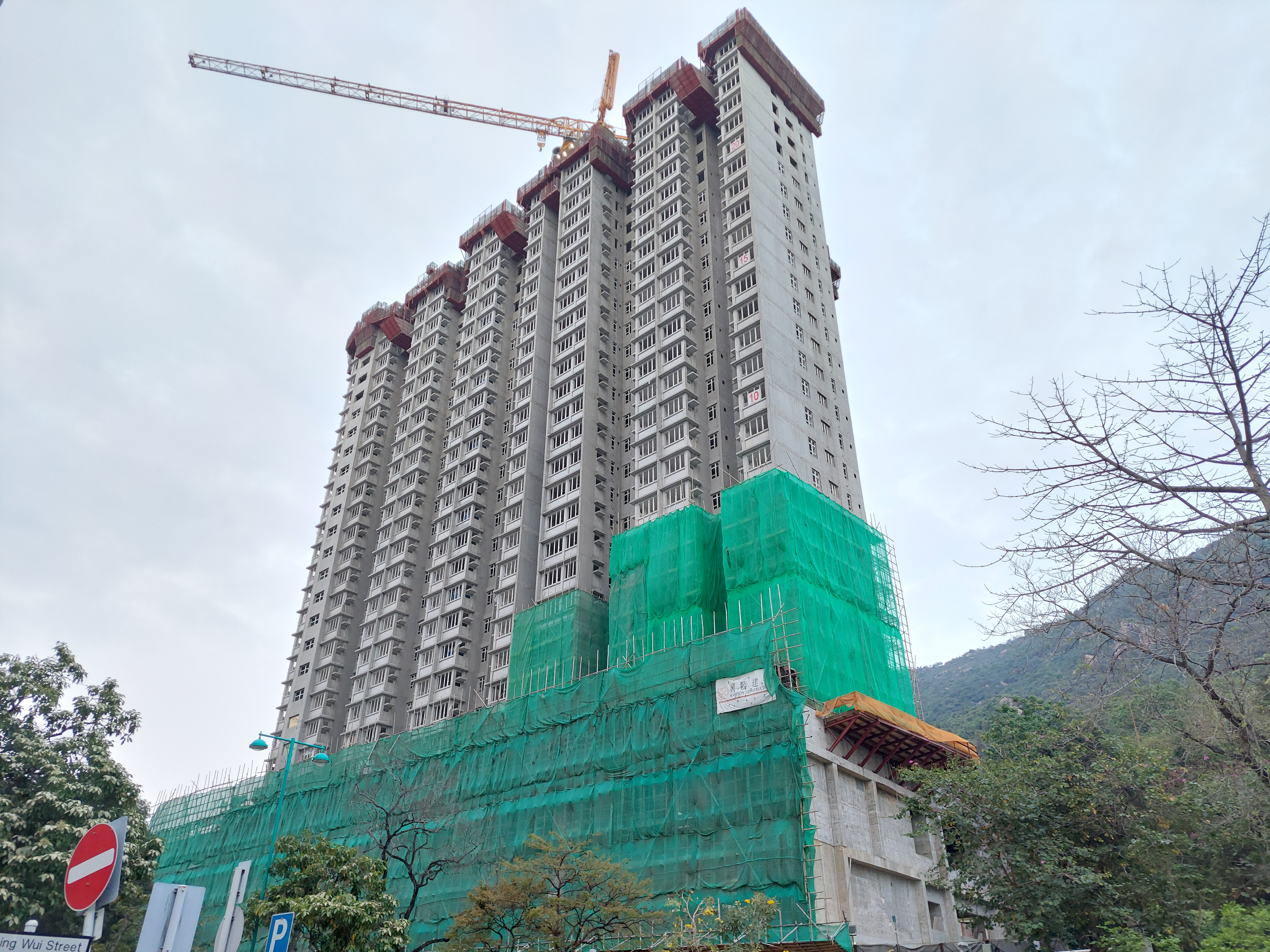
2023年4月
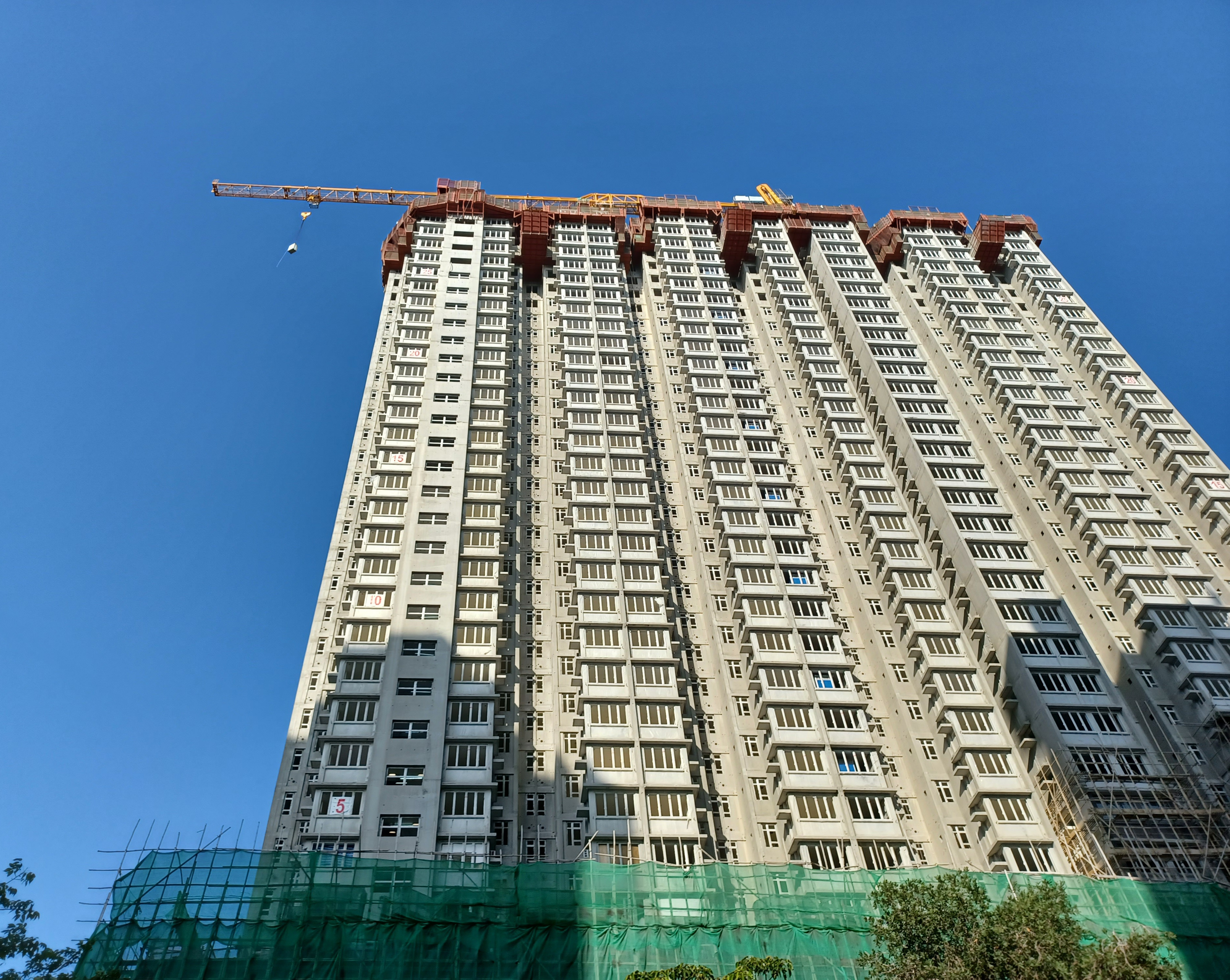
2023年5月
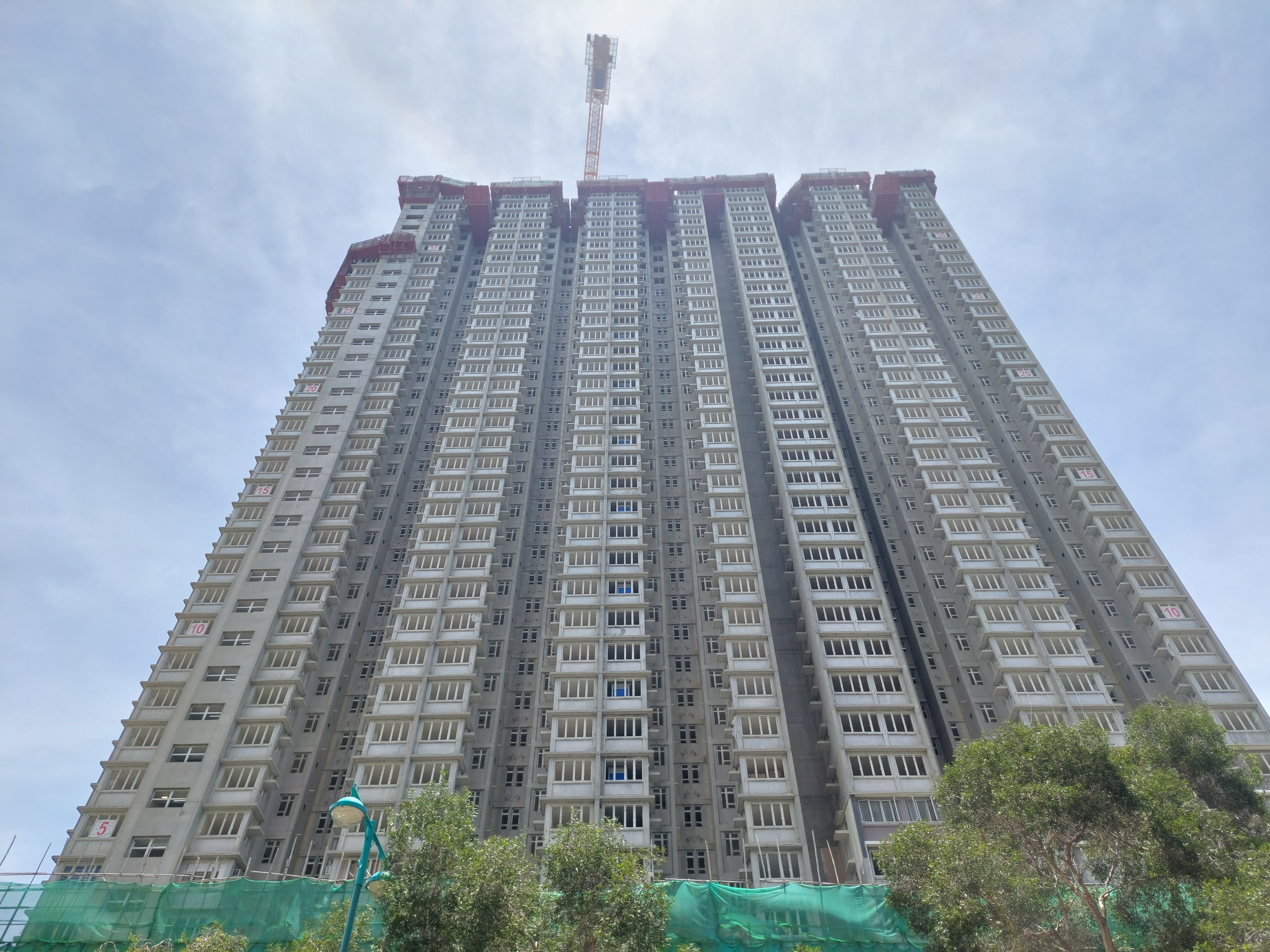
2023年7月
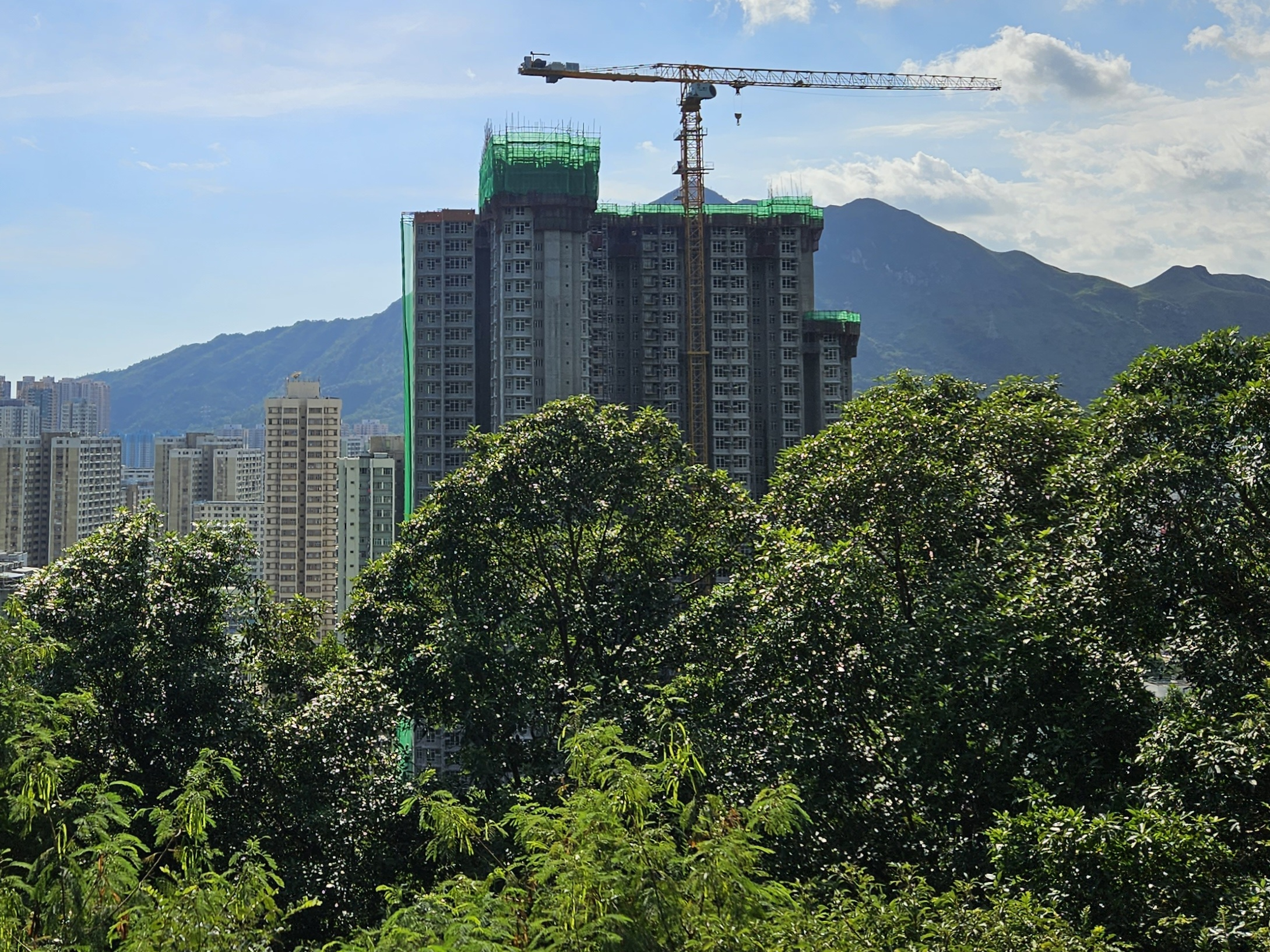
2023年9月
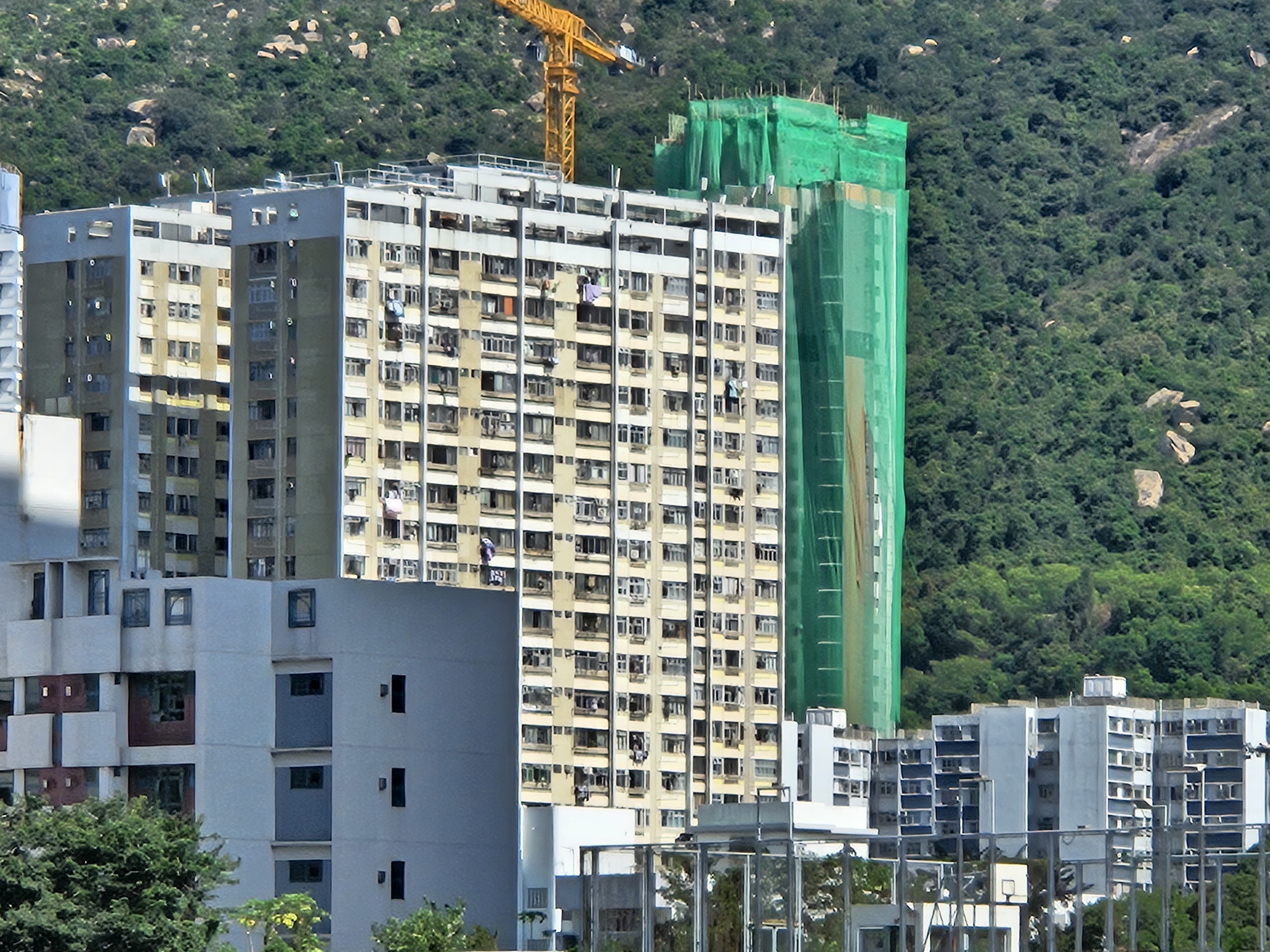
2023年11月
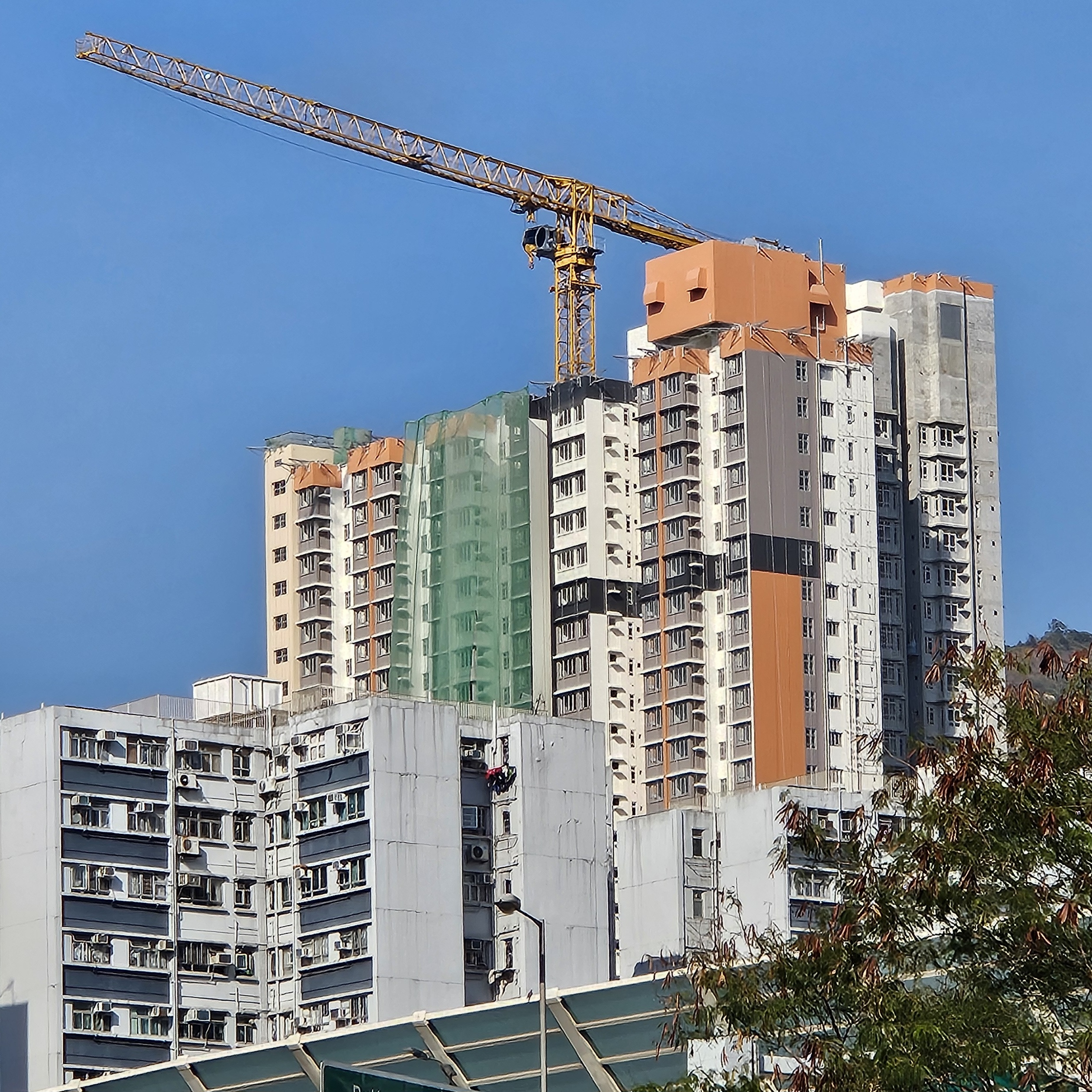
2023年12月
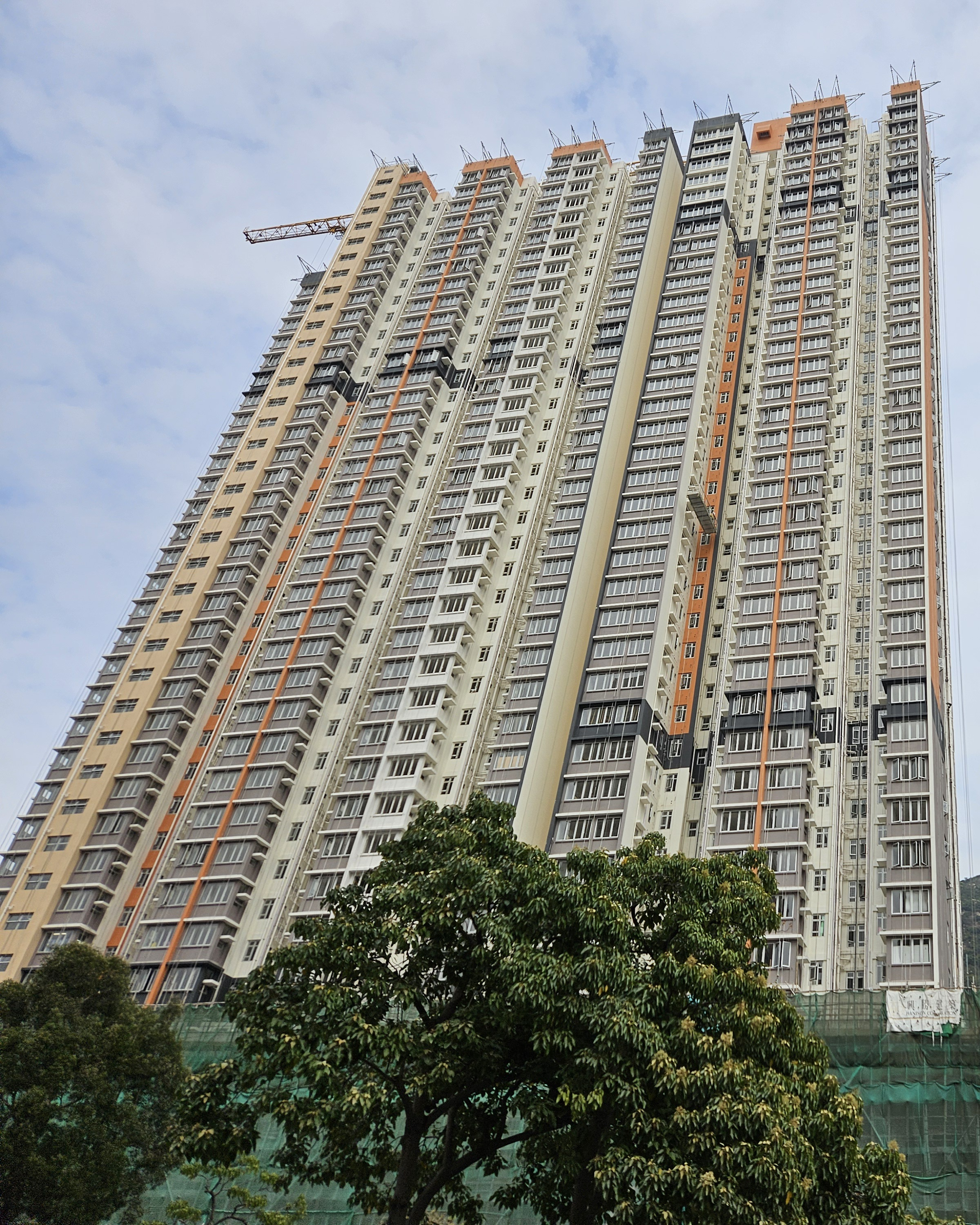
2024年2月

## 鄰近地方
- 青山龍窯
- 青山公路－青山灣段
- 青海圍
- 恒順園
- 置樂花園
- 仁愛街市
- 屯門官立中學
- 廠商會蔡章閣中學
- 華都花園
- 頌皇台